# Hall of the Mountain Grill
Hall of the Mountain Grill – czwarty album studyjny grupy Hawkwind, wydany w 1974 r. przez United Artists. Autorem projektu okładki jest Barney Bubbles. Na liście Pop Albums magazynu "Billboard" płyta dotarła do miejsca 110.

## Spis utworów[4]
| 1.  | "The Psychedelic Warlords (Disappear in Smoke)" (Dave Brock)                     | 6:51  |
|     |                                                                                  |       |
| 2.  | "Wind of Change" (Dave Brock)                                                    | 5:06  |
|     |                                                                                  |       |
| 3.  | "D-Rider" (Nik Turner)                                                           | 6:15  |
|     |                                                                                  |       |
| 4.  | "Web Weaver" (Dave Brock)                                                        | 3:15  |
|     |                                                                                  |       |
| 5.  | "You'd Better Believe It" (Dave Brock)                                           | 7:13  |
|     |                                                                                  |       |
| 6.  | "Hall of the Mountain Grill" (Simon House)                                       | 2:23  |
|     |                                                                                  |       |
| 7.  | "Lost Johnny" (Farren/Kilmister)                                                 | 3:30  |
|     |                                                                                  |       |
| 8.  | "Goat Willow" (Del Dettmar)                                                      | 1:37  |
|     |                                                                                  |       |
| 9.  | "Paradox" (Dave Brock)                                                           | 5:27  |
|     |                                                                                  |       |
| 10. | "You'd Better Believe It (Single Version Edit)"[5] (Dave Brock)                  | 3:21  |
|     |                                                                                  |       |
| 11. | "The Psychedelic Warlords (Disappear in Smoke) (Single Version)"[5] (Dave Brock) | 3:56  |
|     |                                                                                  |       |
| 12. | "Paradox (Remix Single Edit)"[5] (Dave Brock)                                    | 4:02  |
|     |                                                                                  |       |
| 13. | "It's So Easy"[5] (Dave Brock)                                                   | 5:20  |
|     |                                                                                  |       |
|     |                                                                                  | 58:16 |
|     |                                                                                  |       |
- Utwory 5, 9, 10, 12, 13, nagrano 26 stycznia 1974 r. podczas koncertu w Edmonton Sundown w Londynie.
- Utwory 1-4, 6-8, 11, nagrano między majem a czerwcem 1974 r. w Olympic Studios w Londynie.

## Twórcy
- Dave Brock – gitara prowadząca, gitara dwunastostrunowa, syntezator, śpiew, instrumenty klawiszowe
- Lemmy Kilmister – gitara basowa, śpiew, gitara rytmiczna (w Lost Johnny), gitara prowadząca (w Lost Johnny)
- Simon House – keyboard, syntezator, skrzypce
- Nik Turner – saksofon, obój, flet, śpiew
- Del Dettmar – keyboard, syntezator, kalimba
- Simon King – perkusja, instrumenty perkusyjne
- Doug Bennet – produkcja (utwory 1-4, 6-9, 11-13)
- Roy Thomas Baker – produkcja (utwory 5 i 10)

## Wydania[6]
| Rok wydania | Nośnik            | Wytwórnia       | Numer katalogowy | Kraj              |
| ----------- | ----------------- | --------------- | ---------------- | ----------------- |
| 1974        | płyta gramofonowa | United Artists  | UAG 29672        | Wielka Brytania   |
| 1974        | płyta gramofonowa | United Artists  | UA LA328G        | USA               |
| 1974        | płyta gramofonowa | United Artists  | UA LA328G        | Kanada            |
| 1974        | płyta gramofonowa | United Artists  | UAS 29672        | Niemcy            |
| 1974        | płyta gramofonowa | United Artists  | UAS 29672        | Włochy            |
| 1974        | płyta gramofonowa | United Artists  | UA 29.672        | Francja           |
| 1974        | płyta gramofonowa | United Artists  | UAG 29.672       | Francja           |
| 1974        | płyta gramofonowa | United Artists  | UAG 29672        | Holandia          |
| 1974        | płyta gramofonowa | United Artists  | L-35 324         | Australia         |
| 1974        | płyta gramofonowa | United Artists  | L-35 324         | Nowa Zelandia     |
| 1974        | płyta gramofonowa | Liberty Records | LLS 80068        | Japonia           |
| 1974        | płyta gramofonowa | United Artists  | UAS 7077         | Południowa Afryka |
| 1975        | płyta gramofonowa | United Artists  | UAG 29672        | Argentyna         |
| 1978        | płyta gramofonowa | United Artists  | 88.864-1         | Hiszpania         |
| 1981        | płyta gramofonowa | Liberty Records | LBG 29672        | Wielka Brytania   |
| 1985        | płyta gramofonowa | Fame            | FA 413133-1      | Wielka Brytania   |
| 1985        | płyta gramofonowa | Liberty Records | 062 4131331      | Grecja            |
| 1989        | CD                | Fame            | CDFA 3133        | Wielka Brytania   |
| 1992        | CD                | One Way         | S21 47660        | USA               |
| 1996        | CD digipack       | EMI Premier     | HAWKS 5          | Wielka Brytania   |
| 1996        | CD                | EMI Premier     | 7243 5 30035 2 4 | Wielka Brytania   |
| 2001        | CD                | EMI Premier     | 7243 5 30035 2 4 | Wielka Brytania   |